# Leptohyphes murdochi
Leptohyphes murdochi är en dagsländeart som beskrevs av Allen 1967. Leptohyphes murdochi ingår i släktet Leptohyphes och familjen Leptohyphidae. Inga underarter finns listade i Catalogue of Life.